# 沈霖
沈霖，江苏武进人，清朝政治人物。举人出身。
乾隆五十二年八月，擔任清朝廣東省潮州府豐順縣知縣。后由徐崇奎接任。